# Vendôme No. 2
Die Vendôme No. 2 war ein französischer Eindecker aus dem Jahr 1908, der von Raoul Vendôme konstruiert und gebaut wurde.

## Beschreibung
Das Flugzeug hatte einen schlanken Rumpf. Die Höhen- und Quersteuerung erfolgte hauptsächlich durch Verwinden der Tragflächen. Die Flächen konnten in gleicher Richtung oder gegensinnig bewegt werden, je nachdem, ob das Flugzeug steigen, sinken oder eine Kurve fliegen sollte. Unterstützung erfolgte durch Steuerflächen oberhalb der Außenflügel und durch eine bewegliche Höhenflosse am Ende des Rumpfes.
Ausgerüstet war das Flugzeug mit einem 3-Zylinder Anzani-Motor, der einen Zugpropeller antrieb.
Das Flugzeug wurde im Dezember 1908 auf dem Aero Salon in Paris ausgestellt.

## Technische Daten
| Kenngröße        | Daten                                     |
| ---------------- | ----------------------------------------- |
| Spannweite       | 9 m                                       |
| Tragflügelfläche | 20 m²                                     |
| Gewicht          | 305 kg                                    |
| Antrieb          | 3-Zylinder Anzani Motor mit 37 kW (50 PS) |